# Serafima Amósova
Serafima Tarásovna Amósova (en ruso: Серафи́ма Тара́совна Амо́сова; Chernoréchenskaya, Imperio ruso, 7 de agostojul./ 20 de agosto de 1914greg. – Moscú, Rusia, 17 de diciembre de 1992) fue la subcomandante de operaciones de vuelo en el 46.º Regimiento de Aviación de Bombarderos Nocturnos de la Guardia durante la Segunda Guerra Mundial.

## Biografía

### Infancia y juventud
Serafima Amósova nació el 20 de agosto de 1914 en la localidad de Novochernorechensky en la Gobernación de Yeniseisk en esa época parte del Imperio ruso, en una familia de clase trabajadora; su padre trabajaba en el depósito ferroviario local de Chernoréchenskaya. Su abuelo, Antón Amósov, se había mudado a Siberia a fines del siglo XIX desde Bielorrusia. Después de graduarse de la escuela en 1929, se unió al Komsomol y encontró trabajo como líder de un destacamento de la Organización de Pioneros Vladímir Lenin, y en 1933 fue delegada en la Conferencia de Trabajadores Pioneros de toda la Unión en Moscú.
Con el sueño de convertirse en piloto, ingresó en el club de vuelo local de la asociación paramilitar OSOAVIAJIM (Unión de Sociedades de Asistencia para la Defensa, la Aviación y la Construcción Química de la URSS). pero estrelló su planeador el día en que debía comenzar su entrenamiento de posgrado. Después de recuperarse de sus heridas, asistió a la Escuela de Aviación de Tambov. En 1936, se graduó con honores y recibió su licencia de piloto, luego de trabajar para Aeroflot como piloto en la ruta Moscú - Irkutsk, entregando correo en un Petliakov Pe-5. Después de la escalada de la Segunda Guerra Mundial en toda Europa, en enero de 1941, fue nombrada comandante de escuadrón para entrenar a hombres en edad militar en el aeropuerto de Yanaúl en la república de Baskortostán.

### Segunda Guerra Mundial
Solo unos días después de la invasión alemana de la Unión Soviética en 1941, Amósova y varias otras instructoras enviaron una carta solicitando ser enviadas al frente de guerra. Mientras se desplegaba a los estudiantes varones en el frente de guerra, se les dijo a las instructoras de vuelo que permanecieran en Baskortostán para entrenar a los nuevos cadetes. Después de una mayor persistencia, fueron remitidos a Marina Raskova la fundadora de tres regimientos de aviación de mujeres. Después de recibir esa carta, voló inmediatamente a Moscú para reunirse con Raskova, quien la aceptó en el regimiento.
Después de graduarse de la Escuela de Aviación Militar de Engels el 23 de mayo de 1942 con el rango de teniente, el regimiento fue transferido a la 218.º División de bombarderos nocturnos del Frente Sur (estacionada en el aeródromo de la aldea de Trud Gornyaká cerca de Voroshilovgrado). La propia Marina Raskova las acompañó hasta su destino y luego dio un conmovedor discurso de despedida antes de regresar a Engels. En su nuevo destino el regimiento quedó adscripto al 4.º Ejército Aéreo al mando de general Konstanín Vershinin. Fue el primero de los tres regimientos femeninos en entrar en combate.
Allí a Serafima Amósova se le asignó el puesto de comandante de escuadrón del 588.º Regimiento de Bombardeo Nocturno. Debido a que era una de las pilotos más experimentados del regimiento, pronto fue ascendida a subcomandante de operaciones de vuelo. Durante la primera salida del regimiento, voló como piloto con la navegante Larisa Litvínova, quien luego se convirtió en Héroe de la Unión Soviética, siguiendo cuidadosamente el avión del comandante del regimiento Yevdokía Bershánskaya y la navegante Sofía Burzáieva.
El 8 de febrero de 1943, el 588.º Regimiento de Bombardero Nocturno recibió el rango de Guardias y pasó a llamarse 46.º Regimiento de Bombardeo Nocturno de la Guardia, y un poco más tarde recibió el nombre honorífico de «Tamánskaya» por su destacada actuación durante los duros combates aéreos en la península de Tamán, en 1943 (véase Batalla del cruce del Kubán).
En una misión, cuando Amósova volaba como piloto para bombardear un cuartel general del Eje, retrasó el lanzamiento de sus bombas debido a la falta de fuego antiaéreo cuando sobrevoló el objetivo, ya que esperaba fuego antiaéreo de un objetivo tan importante. Sospechando que estaban en la ubicación equivocada, voló de regreso a un puesto de control aéreo e hizo otro acercamiento, pero nuevamente se encontró con la falta de fuego antiaéreo. Sorprendida de que un objetivo tan importante para el bombardeo no estuviera protegido por la artillería antiaérea, volvió de nuevo al puesto de control e hizo una tercera aproximación, tras lo cual soltaron las bombas y esperaron a ver si había algún contraataque. Solo después de lanzar las bombas, el Eje lanzó fuego antiaéreo, probablemente porque no querían indicar la posición del objetivo.
A lo largo de la guerra, hizo un total de 555 misiones de combate, durante las cuales participó en campañas de bombardeo nocturno en el norte del Cáucaso, Stávropol, Kubán, Novorosíisk, Crimea, Kerch, RSS de Bielorrusia y Polonia, así mismo lazó suministros para apoyar a las tropas soviéticas en varios desembarcos anfibios y realizó vuelos diurnos en búsqueda de áreas para usar como aeródromos.

### Posguerra
Poco después del final de la guerra, se casó con su compañero piloto de la fuerza aérea Iván Taranenko y tomó su apellido. Durante un tiempo vivieron en Asjabad, que fue devastada por un terremoto en 1948 y resultó en la muerte de su hija. Juntos, la pareja crio a tres hijos, y todos crecieron para trabajar en la aviación o servir en el ejército. Trabajó como editora de una revista y daba charlas a los jóvenes sobre patriotismo. Murió en Moscú el 17 de diciembre de 1992.

## Condecoraciones
A lo largo de su carrera militar Serafima Amósova recibió las siguientes condecoracionesː
|  | Orden de la Bandera Roja, dos veces (9 de septiembre de 1942, el 2 de mayo de 1943) |
|  | Orden de Alejandro Nevski (30 de octubre de 1943).                                  |
|  | Orden de la Guerra Patria de 2.do grado, dos veces.                                 |
|  | Orden de la Estrella Roja (26 de abril de 1944).                                    |
|  | Medalla por la Defensa del Cáucaso (1944)                                           |
|  | Medalla por la Victoria sobre Alemania en la Gran Guerra Patria 1941-1945 (1945)    |